# 쥐트슈테른역
쥐트슈테른역(U-Bahnhof Südstern)은 베를린 프리드리히스하인크로이츠베르크구 크로이츠베르크에 있는 U7의 역이다.
1924년 12월 14일 개업했으며, 개업 당시의 이름은 하젠하이데역(Hasenheide)이었다. 역 설계자는 알프레드 그레난데르이다. 승강장 폭은 13 m이며, 역사의 주요 색상은 빨간색이다. 외부 벽면은 노란색 타일을 사용하며, 역명판 테두리는 빨간색이다.
1926년 4월 11일 당시의 베르크슈트라세역까지의 연장 구간이 개통하기 전까지는 중간 종착역이었다. 1933년 6월 3일에는 카이저프리드리히플라츠역(Kaiser-Friedrich-Platz)으로 개명되었다가, 1939년 1월 1일에는 가르데피오니어플라츠역(Gardepionierplatz)으로 개명되었다. 제2차 세계 대전 당시 1944년 5월 24일 연합군의 베를린 폭격의 여파로 역에 폭탄 두 발을 맞았으며, 이로 인하여 선로가 파괴되었다. 1945년 4월 중순에는 항공기 탑재 폭탄을 맞아서 역 천장부가 상당 부분 파괴되었다. 1945년 5월 8일 독일의 항복 이후 전쟁의 잔해 제거와 복구 공사가 시작되었다. 1945년 6월 11일 헤르만플라츠역과 벨알리앙스슈트라세역 사이의 열차 운행이 단선을 거쳐서 복선으로 복구되었고, 1945년 12월 5일에는 제슈트라세역-그렌츠알레역간 CI선 운행이 전부 복구되었다. 1947년에는 탈군사화의 일환으로 현재의 역명으로 개명되었다.
1958년에는 CI선에 장편성 열차를 투입하기 위해서 서베를린에 속해 있었던 남북 도시철도의 역사 승강장 길이를 80 m에서 110 m로 연장했다. 이 과정에서 계단 구조가 변경되어, 연장 이전에 승강장 끝에 있었던 계단이 연장 이후에는 승강장 중앙부가 되었고, 지상 대합실이 설치되었다.
천장 부분의 구조물 손상으로 2007년부터 2009년까지 보수 공사가 진행되었다. 이와 함께 2009년 12월 18일에 엘리베이터개 추가로 운행을 시작했다.

## 인접 철도역
| 베를린 지하철 7호선                           | 베를린 지하철 7호선 | 베를린 지하철 7호선    |
| --------------------------------------------- | ------------------- | ---------------------- |
| 그나이제나우슈트라세 라트하우스 슈판다우 방면 | U7                  | 헤르만플라츠 루도 방면 |